# ホンダ・ビガー
ビガー（VIGOR）は、本田技研工業がかつて生産・発売していた乗用車である。

## 概要
1981年から1995年までホンダベルノ店（ホンダのディーラー網の一つ）で販売された。北米では3代目モデルのみがアキュラブランドから販売されていた。初代はセダンとハッチバック、2代目と3代目はセダンのみが販売された。
初代および2代目はアコードの姉妹車であり、レジェンドが登場するまでの間、ホンダの旗艦車種としての役割を果たした。1989年登場の3代目モデルは、固有のスタイリングや縦置き直列5気筒エンジンを採用するなどアコードとは異なる車種となり、ホンダクリオ店では姉妹車のインスパイアが導入された。

## 初代 SZ/AD型（1981-1985年）
1981年9月25日、2代目アコードの姉妹車として発売。グレードは「MX-T」/「ME-T」（ハッチバック）ならびに「MG」/「ME」/「ME-R」（サルーン）。価格は137万円から155.9万円。トヨタ・チェイサーや日産・ローレルを競合車種として想定された。3ドアハッチバックと4ドアセダンが設定され、ヘッドライトが異型角型2灯でエンジンが1.6Lと1.8Lであったアコードに対し、ビガーはヘッドライトが北米アコードと同様のSAE規格の角型4灯で、エンジンも1.8L（CVCC-IIシステムを使用）のみである。クルーズコントロールを全グレードに装備し、走行距離・走行時間・燃費が表示されるエレクトロニックナビゲータも、最廉価グレードを除いて標準装備された。このような高水準の装備によって、ビガーはホンダの高級車が市場に受け入れられる土壌を作った（1985年にホンダ・レジェンドが登場）。ビガーの後方ナンバープレートはバンパーつり下げ式で、後尾灯と「Vigor」というロゴの間に黒色トリム要素が配置された。アコードの後尾灯はトランクリッド下、後尾灯間に配置されていた。
1983年6月17日にマイナーチェンジが行われ、新型エンジンのES型と新型ミッション（ロックアップ機構付き4速AT）が搭載された。グレード構成は「VL」/「VX」/「VXR」（サルーン）ならびに「TU」/「TX」/「TXL」（ハッチバック）。1984年5月、PGM-FI仕様のエンジンを搭載した「VT-i」/「VTL-i」（セダン）および「TT-i」（ハッチバック）が追加された。
エンジンはSOHC 3バルブ毎気筒CVCC-IIで、5段マニュアルトランスミッション、または1983年6月17日のマイナーチェンジ後は4段オートマチックトランスミッション（ロックアップ機構付きトルクコンバータ式）とも組み合わされた。マニュアル、CVCCキャブレータ車の10モード燃費は13.5 km/L、出力は110 PS、時速60 kmでの定地燃費は23.0 km/Lであった。PGM-FI車の10モード燃費は13.2 km/L、出力は130 PS、時速60 kmでの定地燃費は22 km/Lであった。

## 2代目 CA1/2/3/5型（1985-1989年）
1985年6月4日、3代目アコードの姉妹車として発売された。ボディは4ドアセダンのみで、アコードにあった3ドアハッチバック（エアロデッキ）が設定されない点を除けば、同車との差異は少ない。搭載エンジンも全く同一のB18AとA18Aの2種で、フロントグリルとリアデザインが異なる程度であった。ヘッドライトにはリトラクタブル・ヘッドライトを採用している。
1986年5月、ATが電子制御ロックアップ化され、フューエルゲージは置針式に変更された。
1987年5月、マイナーチェンジ。A20A搭載車追加（2.0MXL）のほか、電動格納式ドアミラーや本革インテリアが採用された「2.0Siエクスクルーシブ」が追加された。1988年9月、AT車にシフトロックシステムが追加され、1.8Lと2.0L（OHC）に「スーパーステージ」が追加された。

## 3代目 CB5/CC2/3型（1989-1995年）
1989年10月12日、アコードの上級車種として新たに誕生したアコードインスパイアの姉妹車として発売された。北米ではホンダの高級車ブランドであるアキュラから「アキュラ・ビガー」として販売された。
ロングホイールベースの4ドアピラードハードトップボディに、G20Aを縦置きのフロントミッドシップレイアウトで搭載する。グレードは下から「Type N」/「Type E」/「Type W」/「Type X」。従来のアコードとの関係から離れたことにより、パーソナルでスポーティーなキャラクターがより強められ、初期型のAT仕様にはガングリップタイプのシフトレバーが装着されていた。
1991年5月に一部変更。AT車のシフトレバーがガングリップタイプから普通のものとなる。また、最廉価グレードの「Type N」が廃止され、代わりに「Type W S-Limited」が追加された。リアはテールランプの変更とガーニッシュの廃止がなされ、同時に「VIGOR」のマークがトランクリッド右上からセンターへ移動し、代わりに「H」マークがトランクリッド中央に移動した。1992年1月29日、3ナンバーボディに2.5LのG25Aと5PSアップした改良版のG20Aを搭載したモデルが追加された。G25A搭載車（型式: CC2）はプレミアムガソリン仕様で、AT仕様のみ。グレードは上から「25XS」/「25X」/「25S」/「25W」。G20A搭載車（型式：CC3）はレギュラーガソリン仕様で、インスパイアと異なりMT仕様も用意されていた。グレードは「20G」のみ。
1995年1月、オーダーストップに伴い生産終了、在庫対応分のみの販売となった。1995年2月、日本では後継車としてセイバーが登場した。北米でもそのアメリカ仕様車であるアキュラ・TLが登場し、販売終了となった。

## 搭載エンジン

### 初代
ホンダ・EK型
- エンジン種類：水冷直列4気筒横置き
- 弁機構：SOHCベルト駆動 吸気1 排気1 CVCC II
- 総排気量：1,750 cc
- 内径×行程：77.0 mm×94.0 mm
- 圧縮比：8.8:1
- 最高出力：97 PS @ 5,300 rpm
- 最大トルク：14.3 kgf·m @ 4,500 rpm
- 燃料供給装置形式：キャブレター式
- 使用燃料種類：無鉛ガソリン
- 燃料タンク容量：60 L

ホンダ・ES型
- エンジン種類：水冷直列4気筒横置き
- 弁機構：SOHCベルト駆動 吸気2 排気1 CVCC II（キャブ仕様）／SOHCベルト駆動 吸気2 排気1（PGM-FI仕様）
- 総排気量：1,829 cc
- 内径×行程：89.0 mm×91.0 mm
- 圧縮比：9.0:1（キャブ仕様）、8.8:1（PGM-FI仕様）
- 最高出力（グロス値）：110 PS @ 5,800 rpm（キャブ仕様）、130 PS @ 5,800 rpm（PGM-FI仕様）
- 最大トルク（グロス値）：15.2 kgf·m @ 3,500 rpm（キャブ仕様）、17.0 kgf·m @ 4,500 rpm（PGM-FI仕様）
- 燃料供給装置形式：キャブレター式、電子制御燃料噴射式（PGM-FI）
- 使用燃料種類：無鉛ガソリン
- 燃料タンク容量：初代EK型を参照

### 2代目
ホンダ・A18A型
- エンジン種類：水冷直列4気筒横置き
- 弁機構：SOHCベルト駆動 吸気2 排気1
- 総排気量：1,829 cc
- 内径×行程：80.0 mm×91.0 mm
- 圧縮比：9.0:1
- 最高出力（グロス値）：110 PS @ 5,800 rpm
- 最大トルク（グロス値）：15.2 kgf·m @ 3,500 rpm
- 燃料供給装置形式：キャブレター式
- 使用燃料種類：無鉛ガソリン
- 燃料タンク容量：60 L

ホンダ・B18A型
- エンジン種類：水冷直列4気筒横置き
- 弁機構：DOHCベルト駆動 吸気2 排気2
- 総排気量：1,834 cc
- 内径×行程：81.0 mm × 89.0 mm
- 圧縮比：9.4
- 最高出力（グロス値）：130 PS @ 6,000 rpm
- 最大トルク（グロス値）：16.5 kgf·m @ 4,000 rpm
- 燃料供給装置形式：キャブレター式
- 使用燃料種類：無鉛ガソリン
- 燃料タンク容量：2代目A18A型を参照

ホンダ・B20A型
- エンジン種類：水冷直列4気筒横置き
- 弁機構：DOHCベルト駆動 吸気2 排気2
- 総排気量：1,834 cc
- 内径×行程：81.0 mm×89.0 mm
- 圧縮比：9.4:1
- 最高出力（グロス値）：160 PS @ 6,300 rpm
- 最大トルク（グロス値）：19.0 kgf·m @ 5,000 rpm
- 燃料供給装置形式：電子制御燃料噴射式（ホンダPGM-FI）
- 使用燃料種類：無鉛ガソリン
- 燃料タンク容量：2代目A18A型を参照

### 3代目
ホンダ・G20A型
- エンジン種類：水冷直列5気筒縦置き
- 弁機構：SOHCベルト駆動 吸気2 排気2
- 総排気量：1,996 cc
- 内径×行程：82.0 mm×75.6 mm
- 圧縮比：9.7:1
- 最高出力（ネット値）：165 PS @ 6,700 rpm
- 最大トルク（ネット値）：19.0 kgf·m @ 4,000 rpm
- 燃料供給装置形式：電子制御燃料噴射式（ホンダPGM-FI）
- 使用燃料種類：無鉛レギュラーガソリン
- 燃料タンク容量：65 L

ホンダ・G25A型
- エンジン種類：水冷直列5気筒縦置き
- 弁機構：SOHCベルト駆動 吸気2 排気2
- 総排気量：2,451 cc
- 内径×行程：85.0 mm×86.4 mm
- 圧縮比：10.0:1
- 最高出力（ネット値）：190 PS @ 6,500 rpm
- 最大トルク（ネット値）：24.2 kgf·m @ 3,800 rpm
- 燃料供給装置形式：電子制御燃料噴射式（ホンダPGM-FI）
- 使用燃料種類：無鉛プレミアムガソリン
- 燃料タンク容量：3代目G20A型を参照

## 車名の由来
「活力」「精力」等若さを意味する英語から来ているが、vigorの意味から下ネタを連想されることもあった。

## 取扱販売店
- ベルノ店